# Wilibald Lechler
Willibald Lechler (Kloster, 10 de septiembre de 1814 - Guayaquil, 1856) fue un farmacéutico, explorador, y botánico suizo.
Realizó numerosas expediciones botánicas por Suiza, EE. UU., Perú, Argentina (donde también visita las islas Malvinas), Chile, Ecuador.

## Algunas publicaciones

### Libros
- 2009. Supplement Zur Flora Von Wrttemberg. 76 pp. Reimprimió BiblioBazaar. ISBN 111713542X
- 1857. Berberides Americae Australis descripsit Willibaldus Lechler ... sumptibus librariae E. Schweizerbart. 59 pp.

## Eponimia
Géneros
- (Apiaceae) Lechleria Phil.[2]
- (Iridaceae) Lechlera Griseb.[3]
- (Poaceae) Lechlera Miq. ex Steud.[4]

Especies
- (Araceae) Massowia lechleriana K.Koch ex Ender[5]
- (Arecaceae) Chamaedorea lechleriana H.Wendl.[6]
- (Asteraceae) Culcitium lechlerii Sch.Bip.[7]
- (Brassicaceae) Cardamine lechleriana Steud.[8]
- (Cunoniaceae) Weinmannia lechleriana Engl.[9]
- (Cyatheaceae) Hemitelia lechleriana Mett.[10]
- (Cyperaceae) Uncinia lechleriana Steud.[11]
- (Dryopteridaceae) Polybotrya lechleriana Mett.[12]
- (Flacourtiaceae) Azara lechleriana Steud.[13]
- (Loasaceae) Loasa lechleriana Miq.[14]
- (Myrtaceae) Myrceugenia lechleriana O.Berg[15]
- (Myrtaceae) Myrtus lechleriana (Miq.) Sealy[16]
- (Piperaceae) Peperomia lechleriana Trel. in J.F.Macbr.[17]
- (Polygalaceae) Monnina lechleriana Chodat[18]
- (Rosaceae) Lachemilla lechleriana (Griseb.) Rothm.[19]
- (Rubiaceae) Anotis lechleriana Schltdl.[20]
- (Violaceae) Viola lechlerii Griseb.[21]